# Гоумтаун (Пенсільванія)
Гоумтаун (англ. Hometown) — переписна місцевість (CDP) в США, в окрузі Скайлкілл штату Пенсільванія. Населення — 1414 особи (2020).

## Географія
Гоумтаун розташований за координатами 40°49′18″ пн. ш. 75°59′12″ зх. д. / 40.82167° пн. ш. 75.98667° зх. д. (40.821581, -75.986552).  За даними Бюро перепису населення США в 2010 році переписна місцевість мала площу 5,17 км², уся площа — суходіл.

## Демографія
Згідно з переписом 2010 року, у переписній місцевості мешкало 1349 осіб у 577 домогосподарствах у складі 425 родин. Густота населення становила 261 особа/км².  Було 620 помешкань (120/км²).
Расовий склад населення:
| - 98,4 % — білих - 1,1 % — азіатів - 0,1 % — чорних або афроамериканців |

До двох чи більше рас належало 0,2 %. Частка іспаномовних становила 0,7 % від усіх жителів.
За віковим діапазоном населення розподілялося таким чином: 16,2 % — особи молодші 18 років, 60,6 % — особи у віці 18—64 років, 23,2 % — особи у віці 65 років та старші. Медіана віку мешканця становила 50,8 року. На 100 осіб жіночої статі у переписній місцевості припадало 91,6 чоловіків;  на 100 жінок у віці від 18 років та старших — 91,4 чоловіків також старших 18 років.
Середній дохід на одне домашнє господарство  становив 68 102 долари США (медіана — 70 114), а середній дохід на одну сім'ю — 70 013 долари (медіана — 71 326). 
Цивільне працевлаштоване населення становило 469 осіб. Основні галузі зайнятості: виробництво — 29,9 %, освіта, охорона здоров'я та соціальна допомога — 23,7 %, публічна адміністрація — 16,8 %, роздрібна торгівля — 10,2 %.